# Polski system orderowo-odznaczeniowy

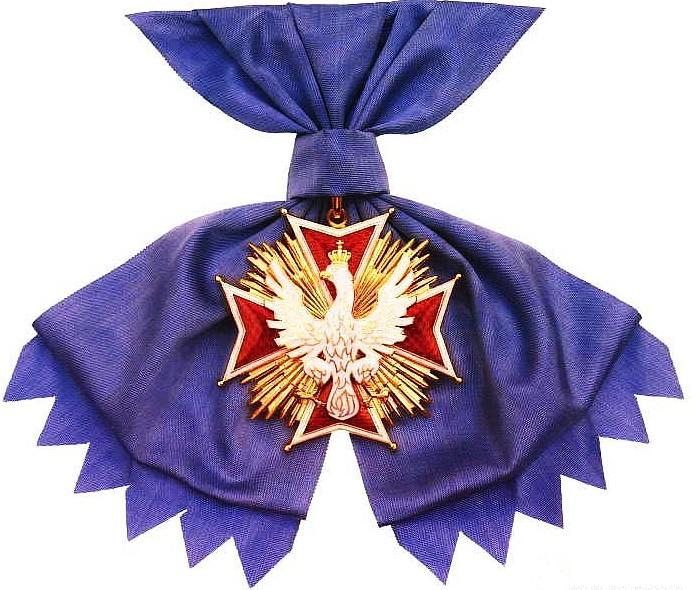
Order Orła Białego

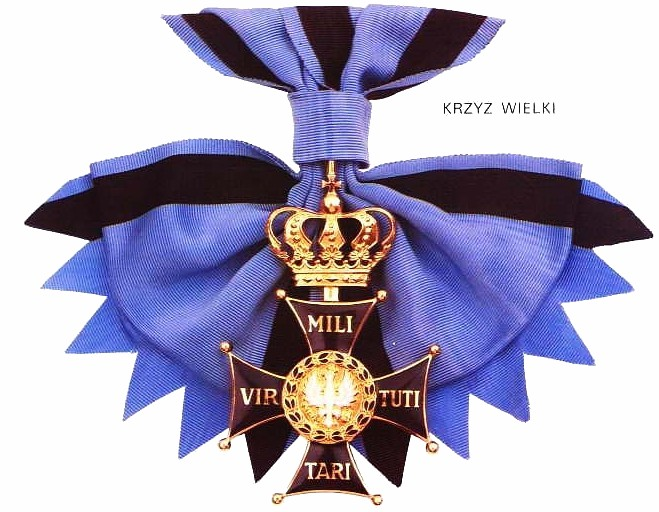
Order Virtuti Militari I klasy

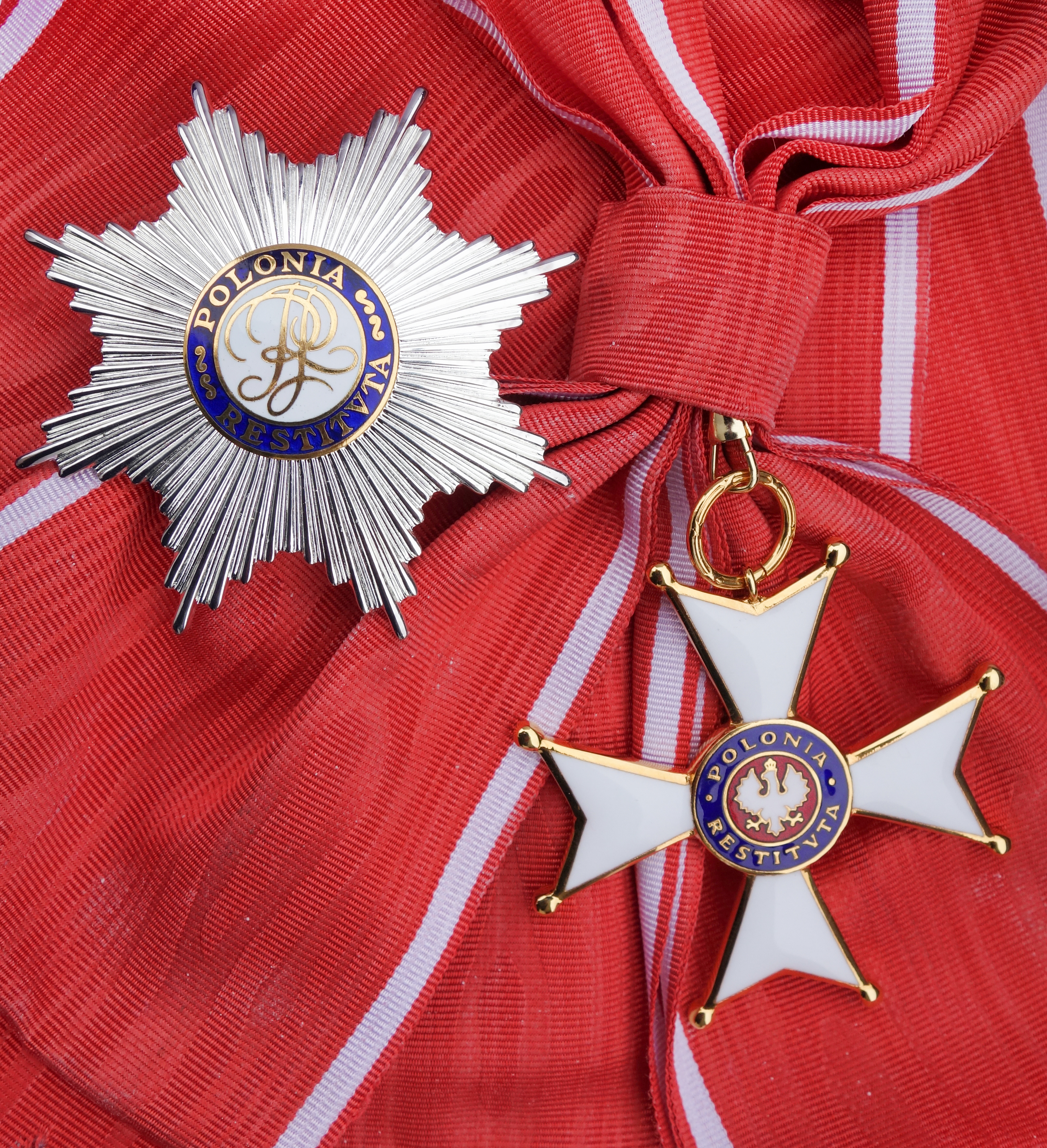
Order Odrodzenia Polski I klasy

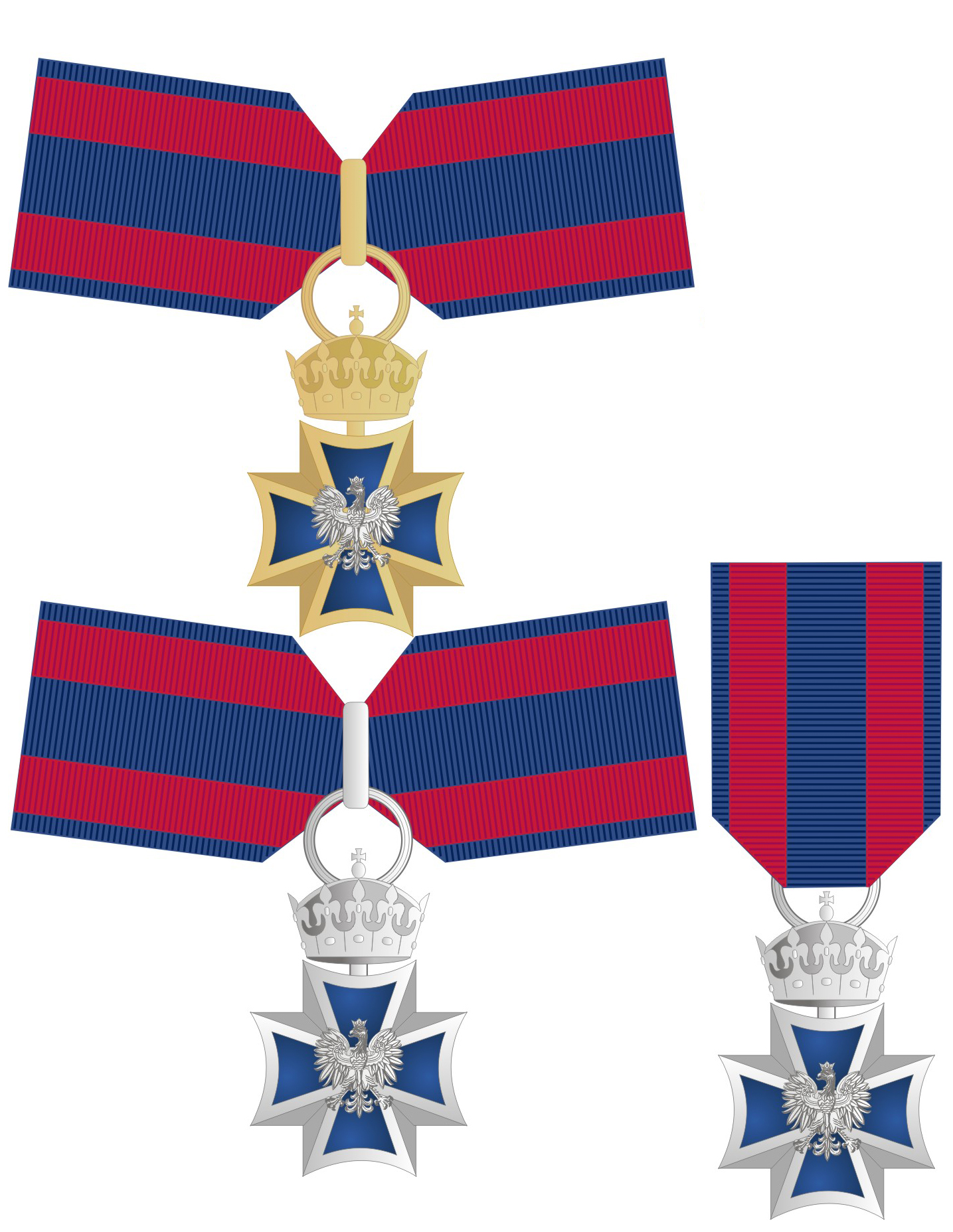
Order Krzyża Wojskowego I, II i III klasy

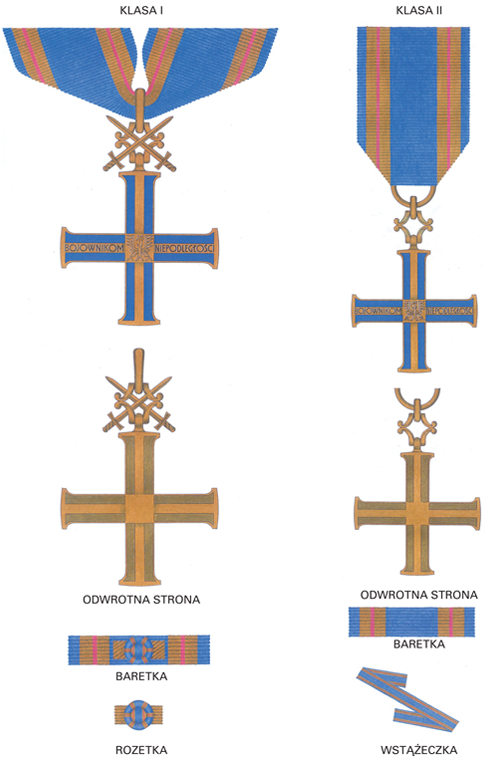
Order Krzyża Niepodległości I i II klasy

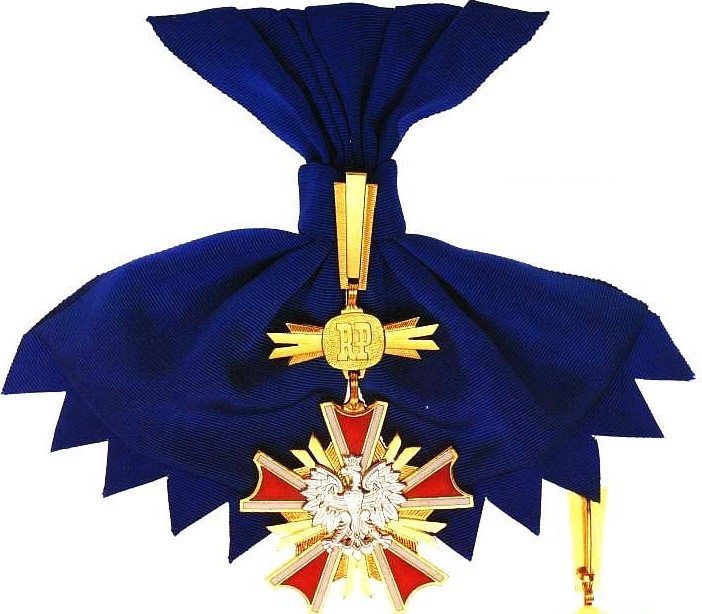
Order Zasługi Rzeczypospolitej Polskiej I klasy

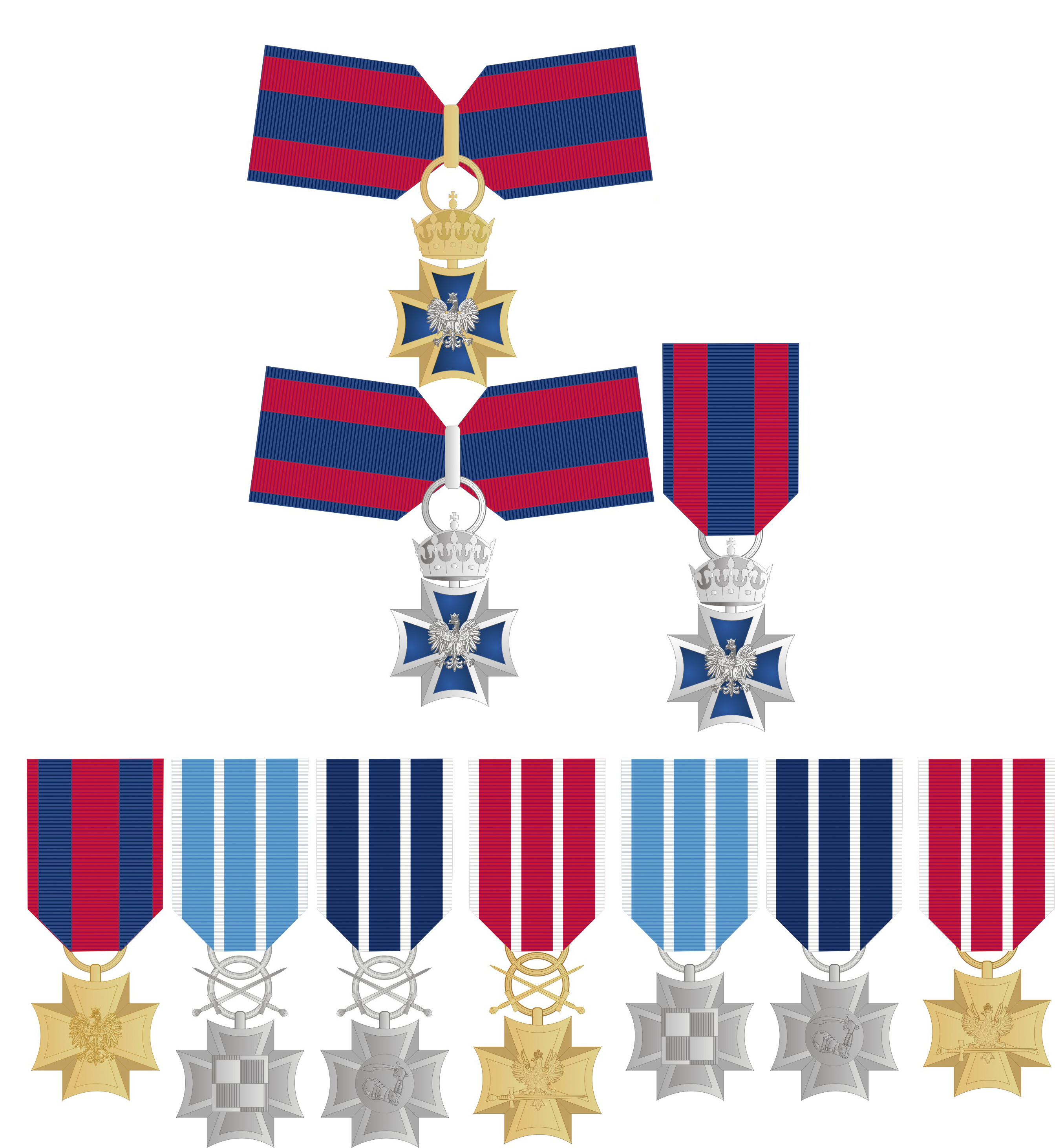
Polskie odznaczenia wojskowe

Polski system orderowo-odznaczeniowy – zhierarchizowany sposób nagradzania poprzez odznaczanie osób zasłużonych dla państwa polskiego, wyraz uhonorowania ich zasług zawodowych lub indywidualnego męstwa. Starszeństwo (hierarchia ważności, niekiedy określana również słowem precedencja) polskich orderów i odznaczeń państwowych jest regulowane przepisami prawa rangi ustawowej.

Ordery i odznaczenia stanowią najwyższe wyróżnienie zasług cywilnych i wojskowych, w czasie pokoju lub wojny, dla chwały i rozwoju Rzeczypospolitej Polskiej

## Charakterystyka
Art. 138 Konstytucji RP stanowi, że Prezydent Rzeczypospolitej Polskiej nadaje ordery i odznaczenia, co jest równoznaczne z prowadzeniem wyłącznie przez niego polityki orderowej w imieniu Polski. 
Możliwe są dwa tryby nadawania:
1. urzędowy, gdy inicjatorem jest Prezydent Rzeczypospolitej Polskiej,
2. wnioskowy, gdy inicjatorem jest organ umocowany ustawowo (premier, minister, kierownik urzędu centralnego, wojewoda)[3].

Do ustawowego organu mogą z inicjatywą zgłosić się podległe im jednostki, organy samorządowe, organizacje społeczne i zawodowe, co nakłada na organ wyższy konieczność ich weryfikacji pod względem formalnym i merytorycznym oraz powiadomienie wnioskodawcy, jeśli wniosek został odrzucony.
Podobnie wyglądają tryby odbierania:
1. urzędowy, gdy inicjatorem jest Prezydent RP,
2. wnioskowy, gdy inicjatorem jest organ umocowany ustawowo (kapituły orderów, a także premier, minister, kierownik urzędu centralnego oraz wojewoda)[4].

Zgodnie z art. 5 ustawy z 16 października 1992 r. o orderach i odznaczeniach do Prezydenta należy wydawanie zezwoleń na przyjmowanie przez obywatela polskiego orderu, odznaczenia lub innego zaszczytnego wyróżnienia nadanego przez najwyższe władze państwa obcego.
W Polsce obecnie nadawanych jest pięć orderów (cztery z nich posiadają swoje kapituły), jedenaście odznaczeń cywilnych (sześć w formie krzyża i pięć medali) i trzynaście odznaczeń wojskowych (siedem w formie krzyża i sześć w postaci gwiazd o charakterze pamiątkowym). Przyznawanie jednego orderu wojennego (Virtuti Militari) i dwóch odznaczeń wojennych (Krzyż Walecznych oraz Krzyż Zasługi z Mieczami) zostało wstrzymane, gdyż mogą być przyznawane wyłącznie w czasie prowadzonej przez Polskę wojny i do pięciu lat po jej ukończeniu.
Zbiorowościom może zostać nadany jedynie Krzyż Kawalerski Orderu Krzyża Wojskowego i Krzyż Wojskowy, które mogą otrzymać formacje walczące. W okresie prowadzenia wojny (a później w ciągu 5 lat od jej zakończenia) istnieje również możliwość odznaczania formacji walczących i miejscowości Krzyżem Srebrnym Orderu Wojennego Virtuti Militari i Krzyżem Walecznych. Wszystkie ordery i odznaczenia mogą być przyznane jedynie w wyjątkowych przypadkach pośmiertnie, wyłącznie w uznaniu szczególnych i godnych upamiętnienia zasług dla Rzeczypospolitej Polskiej. Cudzoziemcy mogą je otrzymać za zasługi dla RP lub jej obywateli lub stosownie do zwyczajów międzynarodowych (wymaga zgody głowy państwa zagranicznego, uzyskiwanej za pośrednictwem protokołu dyplomatycznego).
Kolejność noszenia orderów i odznaczeń w okresie III Rzeczypospolitej, po roku 1989 początkowo była normowana przez poprzednie przepisy. W związku z całkowitą zmianą systemu orderów i odznaczeń w 1992, kwestia kolejności została uregulowana na nowo rozporządzeniem Prezydenta Rzeczypospolitej Polskiej z dnia 10 listopada 1992 r. w sprawie opisu, materiału, wymiarów, wzorów rysunkowych oraz sposobu i okoliczności noszenia odznak, orderów i odznaczeń. Rozporządzeniem Prezydenta Rzeczypospolitej Polskiej z dnia 31 lipca 2007 r. (wejście w życie 10 października 2007 r.) kolejność orderów i odznaczeń została w znacznym stopniu zmieniona. Kolejne Rozporządzenie Prezydenta RP określiło kolejność po ustanowieniu nowych orderów i odznaczeń.
Starszeństwo polskich orderów i odznaczeń jest przedstawione poniżej. W takiej kolejności nosi się na lewej piersi baretki lub miniatury odznaczeń, z prawej do lewej strony. Kolejność ta odnosi się też do noszenia pełnych odznak orderów i odznaczeń, z wyjątkiem części orderów najwyższych klas noszonych na wstędze. Ordery Virtuti Militari i Ordery Krzyża Wojskowego można nosić jednocześnie (jeśli osoba odznaczona jest wielokrotnie) zgodnie ze starszeństwem, inne ordery nosi się wyłącznie w najwyższej posiadanej klasie. W przypadku jednoczesnego posiadania Orderu Orła Białego i Orderu Virtuti Militari I Klasy – nosi się insygnia Krzyża Wielkiego Orderu Virtuti Militari.
System polskich orderów i odznaczeń państwowych uzupełnia zestaw kilkudziesięciu odznaczeń resortowych, nadawanych przez ministrów lub osoby do tego uprawnione, zwykle wysokiego urzędnika kierującego centralnym organem administracji państwowej, instytucją lub organizacją.

### Aktualne starszeństwo
- Order Orła Białego
- Order Wojenny Virtuti Militari – klasy od I do V
- Order Odrodzenia Polski – klasy od I do V
- Order Krzyża Wojskowego – klasy od I do III
- Order Krzyża Niepodległości – klasy: I i II
- Order Zasługi Rzeczypospolitej Polskiej – klasy od I do V
- oznaki innych polskich orderów w kolejności ich otrzymania
- Krzyż Walecznych
- Krzyż Wojskowy
- Krzyż Zasługi za Dzielność
- Złoty Krzyż Zasługi z Mieczami
- Krzyż Wolności i Solidarności
- Medal Virtus et Fraternitas (od 14 listopada 2018)[10]
- Złoty Krzyż Zasługi
- Srebrny Krzyż Zasługi z Mieczami
- Srebrny Krzyż Zasługi
- Brązowy Krzyż Zasługi z Mieczami
- Brązowy Krzyż Zasługi
- Wojskowy Krzyż Zasługi z Mieczami, Morski Krzyż Zasługi z Mieczami, Lotniczy Krzyż Zasługi z Mieczami (równorzędne między sobą)
- Wojskowy Krzyż Zasługi, Morski Krzyż Zasługi, Lotniczy Krzyż Zasługi (równorzędne między sobą)
- Krzyż Świętego Floriana (od 14 lipca 2022)[11]
- Medal za Ofiarność i Odwagę
- Złoty Medal za Długoletnią Służbę
- Srebrny Medal za Długoletnią Służbę
- Brązowy Medal za Długoletnią Służbę
- Medal za Długoletnie Pożycie Małżeńskie
- Gwiazdy
- oznaki innych polskich odznaczeń w kolejności ich otrzymania (m.in. aktualne: Krzyż Zesłańców Sybiru, Krzyż Wschodni, Krzyż Zachodni i Medal Stulecia Odzyskanej Niepodległości)
- oznaki orderów i odznaczeń obcych państw w sposób określony przepisami tych państw

### Starszeństwo do 10 października 2007
- Order Orła Białego
- Order Wojenny Virtuti Militari klasy od I do V
- Order Odrodzenia Polski klasy od I do V
- Order Krzyża Wojskowego klasy od I do III
- Order Zasługi Rzeczypospolitej Polskiej klasy od I do V
- oznaki innych orderów w kolejności ich otrzymania
- Krzyż Walecznych
- Złoty Krzyż Zasługi z Mieczami
- Złoty Krzyż Zasługi
- Srebrny Krzyż Zasługi z Mieczami
- Krzyż Zasługi za Dzielność
- Srebrny Krzyż Zasługi
- Brązowy Krzyż Zasługi z Mieczami
- Brązowy Krzyż Zasługi
- Medal za Ofiarność i Odwagę
- Medal za Długoletnie Pożycie Małżeńskie
- odznaki innych odznaczeń w kolejności ich otrzymania
- odznaki orderów i odznaczeń obcych państw w sposób określony przepisami tych państw

Pozostałe odznaczenia, które z dniem 16 października 1992 r. włączone zostały do systemu odznaczeń państwowych (z okresem nadawania):
- Medal Wojska (1992–1992)
- Medal Morski (1992–1992)
- Medal Lotniczy (1992–1992)
- Medal Morski Polskiej Marynarki Handlowej (1992–1992)
- Krzyż Kampanii Wrześniowej (1992–1992)
- Krzyż Pamiątkowy Monte Cassino (1992–1992)
- Krzyż Armii Krajowej (1992–1999)
- Krzyż Batalionów Chłopskich (1992–1999)
- Krzyż Narodowego Czynu Zbrojnego (1992–1999)
- Śląski Krzyż Powstańczy (1992–1999)
- Wielkopolski Krzyż Powstańczy (1992–1999)
- Krzyż Partyzancki (1992–1999)
- Medal za Warszawę 1939–1945 (1992–1999)
- Medal za Odrę, Nysę, Bałtyk (1992–1999)
- Medal Za udział w wojnie obronnej 1939 (1992–1999)
- Warszawski Krzyż Powstańczy (1992–1999)
- Krzyż Oświęcimski (1992–1999)
- Krzyż Bitwy pod Lenino (1992-1999)
- Krzyż Czynu Bojowego Polskich Sił Zbrojnych na Zachodzie (1992–1999)
- Krzyż za udział w Wojnie 1918–1921 (1992–1999)*

(*) Krzyż za udział w Wojnie 1918–1921 w latach 1990–1992 był noszony po Krzyżu Walecznych, a po roku 1992 – po obecnie obowiązujących odznaczeniach państwowych.

## Historyczne polskie systemy orderowo-odznaczeniowe

### Odznaczenia Rzeczypospolitej Obojga Narodów (1705–1795)
Pierwszy order Rzeczypospolitej Obojga Narodów ustanowiony przez króla Władysława IV Wazy w 1634 – Order Niepokalanego Poczęcia Najświętszej Marii Panny – nie został zatwierdzony przez sejm ani wprowadzony, wskutek sprzeciwu szlachty wynikającego z obawy o wprowadzenie przez władcę rządów despotycznych (monarchii absolutnej) przy pomocy kawalerów orderu. Dopiero powstanie pierwszego orderu w 1705 (nawiązującego nazwą do polskiego herbu) i drugiego w 1765 (gdzie patronem był św. Stanisław, a twórcą król Stanisław) utworzyło pierwotny polski system orderowy, do których w 1792 dołączył trzeci order, tym razem typowo wojskowy. System ten dotrwał aż do III rozbioru, a starszeństwo w nim wyglądało następująco:
1. Order Orła Białego,
2. Order Świętego Stanisława Biskupa i Męczennika,
3. Order Wojskowy (Virtuti Militari)[14].

Poza zhierarchizowanym systemem znalazł się szereg medali nadawanych przez króla osobom pochodzenia nieszlacheckiego:
- Medal Diligentiae (Medal Pilności),
- Medal Pro Fide, Rege et Lege (medal z dewizą Orderu Orła Białego),
- Medal Praemiando Incitat (medal z dewizą Orderu św. Stanisława),
- Medal za Długoletnią Służbę Wojskową (Za Dosłużone Wziąż 18 Lat w Iednymże Corpusie),
- Medal Virtuti Civili (Zasłudze Cywilnej)[13].

### Odznaczenia Księstwa Warszawskiego (1806–1815)
Władca Księstwa Warszawskiego Fryderyk August I Wettyn przywrócił cały system przedrozbiorowy (zgodnie z art. 85 Konstytucji Księstwa Ordery cywilne i wojskowe, będące dawniej w Polsce, utrzymują się, a król jest naczelnikiem tych orderów), zmieniając jedynie trochę nazwy dwóch niższych orderów:
1. Order Orła Białego,
2. Order Świętego Stanisława,
3. Order Wojskowy Księstwa Warszawskiego (Virtuti Militari).

Dodatkowo książę nadawał Medal Sędziów Pokoju, dla tych sędziów pokoju, którzy osiągnęli najlepsze rezultaty w polubownym rozwiązywaniu spraw.

### Odznaczenia Królestwa Polskiego (1815–1831)
Po utworzeniu w 1815 Kongresówki i połączeniu jej unią personalną z Cesarstwem Rosyjskim, otrzymała ona nową Konstytucję Królestwa Polskiego, której art. 44 brzmiał Do Panującego należy ustanowienie, urządzanie i rozdawnictwo orderów cywilnych i wojskowych, a art. 160 Ordery Polskie cywilne i wojskowe, to jest: Orła Białego, Świętego Stanisława i Krzyża Wojskowego są zachowane, czyli kolejność orderów została zachowana:
1. Order Orła Białego,
2. Order Polski Świętego Stanisława (został podzielony na cztery klasy),
3. Order Krzyża Wojskowego (Virtuti Militari).

Poza hierarchią ustanowiono dwa dodatkowe odznaczenia:
- Znak Honorowy za Długoletnią i Nieskazitelną Służbę (1829–1834),
- Medal za Uratowanie Ginących (1828–1833)[13].

Uchwała Sejmu o detronizacji Mikołaja I z 25 stycznia 1831 odebrała carom rosyjskim prawa do odznaczania polskimi orderami i odznaczeniami, ale podczas powstania listopadowego utrzymano przyznawanie jedynie Virtuti Militari, a prerogartywy nadawcze przekazano na ręce Naczelnego Wodza. Upadek powstania spowodował włączenie dwóch najwyższych orderów do systemu odznaczeń rosyjskich jako niższe ordery cywilne (pod nazwami CiK Order Orła Białego i CiK Order św. Stanisława), a Virtuti Militari przekształcono w najniższej rangi rosyjską odznakę pamiątkową Polski Znak Honorowy, który nadano w liczbie około 100 tys. niemal wszystkim uczestnikom walk po stronie cara, nawet felczerom i cyrulikom.

### Odznaczenia II Rzeczypospolitej (1919–1939)
Władze Rzeczypospolitej, tworząc własny kodeks orderowy, opierały się na wzorach europejskich, ściśle nawiązując do polskiej historii i kultury. Zostały wskrzeszone dwa przedrozbiorowe ordery i utworzono jeden order nowy (dla wyróżnienia zasług obywatelskich) oraz 14 odznaczeń państwowych:
- Order Orła Białego
- Order Virtuti Militari – klasy od I do V[15]
- Order Odrodzenia Polski – klasy od I do III
- Krzyż Niepodległości – z mieczami lub bez
- Order Odrodzenia Polski – klasy od IV do V[16]
- Krzyż Walecznych
- Krzyż Zasługi (złoty)
- Krzyż Ochotniczy za Wojnę*
- Medal Niepodległości
- Krzyż Zasługi za Dzielność
- Medal Ochotniczy za Wojnę*
- Krzyż Zasługi (srebrny)
- Krzyż Zasługi (brązowy)
- Krzyż Zasługi Wojsk Litwy Środkowej**
- Krzyż na Śląskiej Wstędze Waleczności i Zasługi**
- Krzyż Żołnierzy Polskich z Ameryki
- Medal za Ratowanie Ginących
- Medal Pamiątkowy za Wojnę 1918–1921
- Wawrzyn Akademicki (złoty)
- Wawrzyn Akademicki (srebrny)
- Medal Dziesięciolecia Odzyskanej Niepodległości
- Medal 3 Maja
- Medal za Długoletnią Służbę (złoty)
- Medal za Długoletnią Służbę (srebrny)
- Medal za Długoletnią Służbę (brązowy)[15]

(*) W czerwcu 1939 roku zostały utworzone dwa odznaczenia (Dz.U.R.P. nr 58 z 1939 r. poz. 378), miały być nadawane jako wyróżnienie za ochotniczą służbę w Wojsku Polskim w latach 1918–1921. Z powodu wybuchu II wojny światowej nie zostały wykonane i nadane.
(**) Odznaczenia równorzędne, zakładane w kolejności otrzymania.

### Odznaczenia rządu RP na obczyźnie (1939–1990)
Utrzymano nadawanie trzech orderów i dwóch odznaczeń, ustanowiono trzy nowe odznaczenia i cztery medale, wznowiono jedno podwójne odznaczenie. Noszono je wg starszeństwa z czasów II RP z późniejszymi zmianami:
- Order Orła Białego
- Order Virtuti Militari – klasy od I do V
- Order Odrodzenia Polski – klasy od I do III
- Krzyż Niepodległości – z mieczami lub bez (zak. nadawanie)
- Krzyż Niepodległości – z mieczami lub bez (wznow. 1954/1959)[19][20]
- Order Odrodzenia Polski – klasy od IV do V
- Krzyż Walecznych
- Krzyż Zasługi z Mieczami (ust. 1942)
- Medal Wojska (1945)**
- Medal Lotniczy (1945)**
- Medal Morski Marynarki Wojennej (1945)**
- Medal Morski Polskiej Marynarki Handlowej (1945)[21]
- Krzyż Zasługi (złoty)[22]
- Medal Niepodległości (zak. nadawanie)
- Medal Niepodległości (wznow. 1954/1959)[19][20]
- Krzyż Zasługi za Dzielność (zak. nadawanie)
- Krzyż Zasługi (srebrny i brązowy)
- Krzyż Zasługi Wojsk Litwy Środkowej (zak. nadawanie)***
- Krzyż na Śląskiej Wstędze Waleczności i Zasługi (zak. nadawanie)***
- Krzyż Żołnierzy Polskich z Ameryki (zak. nadawanie)
- Medal za Ratowanie Ginących (sporadycznie)[1]
- Medal Pamiątkowy za Wojnę 1918–1921 (zak. nadawanie)
- Krzyż Kampanii Wrześniowej (1984)[23]
- Wawrzyn Akademicki (zak. nadawanie)
- Medal Dziesięciolecia Odzyskanej Niepodległości (zak. nadawanie)
- Medal 3 Maja (zak. nadawanie)
- Medal za Długoletnią Służbę (zak. nadawanie)
- Krzyż Pamiątkowy Monte Cassino (1944)
- Krzyż Armii Krajowej (1966)

(**) Odznaczenia równorzędne, zakładane w kolejności otrzymania
(***) Odznaczenia równorzędne, zakładane w kolejności otrzymania

### Odznaczenia Polski Ludowej (1944–1990)
„Dekret Polskiego Komitetu Wyzwolenia Narodowego z dnia 22 grudnia 1944 r. o orderach, odznaczeniach oraz medalach” nie uwzględnił starszeństwa oraz sposobu noszenia odznaczeń państwowych i w latach 1944–1960 kolejność ich noszenia była regulowana przepisami o poszczególnych orderach (do 1952 roku nazwą państwa była wciąż Rzeczpospolita Polska), lecz zasady i okoliczności noszenia odznaczeń nie były unormowane. W praktyce częściowo stosowano przepisy i zwyczaje przedwojenne, a częściowo korzystano z wzorów sowieckich. Kompleksowo uregulowała ją „Ustawa z dnia 17 lutego 1960 r. o orderach i odznaczeniach” oraz „Instrukcja Kancelarii Rady Państwa z dnia 29 lutego 1960 r. w sprawie sposobu noszenia orderów i odznaczeń”, a następnie „Uchwała Rady Państwa z dnia 6 stycznia 1977 r. w sprawie opisu odznak orderów i odznaczeń oraz sposobu ich noszenia”, obowiązująca częściowo do 1992 roku. Kolejność wynikająca z niej była ponadto modyfikowana przepisami późniejszymi.
Kolejność polskich orderów i odznaczeń jest przedstawiona poniżej (uwzględniono przy tworzeniu listy zasadę, że późniejsze akty prawne mają pierwszeństwo przed wcześniejszymi). W takiej kolejności noszono na lewej piersi baretki lub miniatury orderów i odznaczeń, z prawej do lewej strony. Kolejność ta odnosi się też do noszenia pełnych odznak, z wyjątkiem Orderów Odrodzenia Polski I, II i III klasy oraz Virtuti Militari I i II klasy, których nie noszono na piersi, lecz na wielkiej wstędze lub wstędze, oraz Medalu 10-lecia Polski Ludowej, noszonego na prawej piersi (odznaczenia te wyróżniono gwiazdką). Lista poniżej obejmuje także odznaczenia ustanowione w latach 1989–1991.
- Order Budowniczych Polski Ludowej
- Order Odrodzenia Polski I klasy*
- Order Virtuti Militari I klasy*
- Order Krzyża Grunwaldu I klasy**
- Order Sztandaru Pracy I klasy
- Order Odrodzenia Polski II klasy**
- Order Virtuti Militari II klasy**
- Order Krzyża Grunwaldu II klasy
- Order Sztandaru Pracy II klasy
- Order Odrodzenia Polski III klasy**
- Order Krzyża Grunwaldu III klasy
- Order Virtuti Militari III klasy
- Order Odrodzenia Polski IV klasy
- Order Virtuti Militari IV klasy
- Order Odrodzenia Polski V klasy
- Order Virtuti Militari V klasy
- Złoty Krzyż Zasługi
- Krzyż Walecznych
- Złoty Medal „Zasłużonym na Polu Chwały”
- Krzyż Partyzancki (1945)
- Krzyż Czynu Bojowego Polskich Sił Zbrojnych na Zachodzie (1989)
- Krzyż Bitwy pod Lenino (1988)
- Krzyż Oświęcimski (1985)
- Medal „Za waszą wolność i naszą” (1956)
- Medal „Za udział w wojnie obronnej 1939” (1981)
- Medal „Za udział w walkach w obronie władzy ludowej” (1983)
- Śląski Krzyż Powstańczy (1946)
- Wielkopolski Krzyż Powstańczy (1957)
- Warszawski Krzyż Powstańczy (1981)
- Srebrny Krzyż Zasługi
- Srebrny Medal „Zasłużonym na Polu Chwały”
- Brązowy Krzyż Zasługi
- Brązowy Medal „Zasłużonym na Polu Chwały”
- Medal 30-lecia Polski Ludowej (1974)
- Medal 40-lecia Polski Ludowej (1984)
- Medal za Warszawę 1939–1945 (1945)
- Medal za Odrę, Nysę, Bałtyk (1945)
- Medal Zwycięstwa i Wolności 1945 (1945)
- Medal Rodła (1985)
- Medal za Ofiarność i Odwagę
- Złoty Medal „Siły Zbrojne w Służbie Ojczyzny” (1951)
- Srebrny Medal Siły Zbrojne w Służbie Ojczyzny
- Brązowy Medal Siły Zbrojne w Służbie Ojczyzny
- Medal 10-lecia Polski Ludowej (1954)***
- Medal za Długoletnie Pożycie Małżeńskie
- Medal „Za udział w walkach o Berlin” (1966)
- Medal „Za zasługi dla obronności kraju” (1966)

(*) Order Odrodzenia Polski I klasy i Order Virtuti Militari I klasy noszono na wstędze przez prawe ramię do lewego boku, krzyż zawieszano u dołu węzła utworzonego ze związanych w kokardę końców wstęgi, a gwiazdę orderową noszono pośrodku lewej strony piersi, poniżej innych orderów i odznaczeń. Nie nosiło się jednocześnie pełnych odznak obu Orderów I klasy.
(**) Order Krzyża Grunwaldu I klasy, Order Odrodzenia Polski II i III klasy oraz Order Virtuti Militari II klasy noszono na wstędze na szyi, a gwiazdę orderową Orderu Odrodzenia Polski II klasy noszono pośrodku lewej strony piersi, poniżej innych orderów i odznaczeń noszonych rzędami na wstążkach.
(***) Medal 10-lecia Polski Ludowej noszono na prawej piersi na metalowej baretce.
Dodatkowo przyznawano piętnaście odznak tytułów honorowych mających rangę orderu, a także kilkadziesiąt odznaczeń resortowych oraz kilkaset odznaczeń rad narodowych.